# (3735) Třeboň
(3735) Třeboň est un astéroïde de la ceinture principale.

## Description
(3735) Třeboň est un astéroïde de la ceinture principale. Il fut découvert le 4 décembre 1983 à l'Observatoire Kleť par Zdeňka Vávrová. Il présente une orbite caractérisée par un demi-grand axe de 3,10 UA, une excentricité de 0,15 et une inclinaison de 5,2° par rapport à l'écliptique.

## Compléments